# Medalles del Cercle d'Escriptors Cinematogràfics de 1946
La cerimònia de lliurament de les medalles del Cercle d'Escriptors Cinematogràfics de 1946 va tenir lloc en el Palacio del Cinema de Madrid el diumenge 8 de juny de 1947. Es tractava de la segona edició de aquests premis creats l'any anterior pel Cercle d'Escriptors Cinematogràfics (CEC). Es van atorgar en les mateixes tretze categories creades en l'edició de 1945, i estaven encaminats a distingir als professionals del cinema espanyol pel seu treball durant 1946.
L'acte va ser presidit pel president del Círculo de Bellas Artes Eduard Aunós Pérez i l'alcalde de Madrid José Moreno Torres. L'equip de La pródiga va rebre cinc de les medalles. Després de la cerimònia de lliurament es van projectar dues pel·lícules de la època muda: una antiga versió de Don Juan Tenorio acolorida a mà i La malcasada (Francisco Gómez Hidalgo, 1926), en la qual apareixien diverses personalitats de l'època, entre elles el mateix general Franco, cap de l'Estat en 1947.

## Llista de medalles
| Categoria                | Premiat                 | Labor premiada                                                                    |
| ------------------------ | ----------------------- | --------------------------------------------------------------------------------- |
| Millor pel·lícula        | Un drama nuevo          | pel·lícula                                                                        |
| Millor director          | Juan de Orduña          | Un drama nuevo                                                                    |
| Millor actriu principal  | Mary Delgado            | El crimen de la calle de Bordadores                                               |
| Millor actor principal   | Rafael Durán            | La pródiga                                                                        |
| Millor actriu secundària | Antonia Plana           | El crimen de la calle de Bordadores                                               |
| Millor actor secundari   | Fernando Rey            | La pródiga                                                                        |
| Millor fotografia        | Alfredo Fraile          | La pródiga                                                                        |
| Millor música            | Juan Quintero           | La pródiga Un drama nuevo                                                         |
| Millors decorats         | Enrique Alarcón         | La pródiga                                                                        |
| Millor argument original | José López Rubio        | El crimen de Pepe Conde                                                           |
| Millor guió              | Desert                  |                                                                                   |
| Millor labor crítica     | José Luis Gómez Tello   |                                                                                   |
| Millor labor literària   | Joaquín Romero Marchent |                                                                                   |
| Premi especial           | Manuel Luna             | Misión blanca El crimen de la calle de Bordadores Viento de siglos Un drama nuevo |

## Premi especial
Es va concedir un premi especial a l'actor Manuel Luna per les seves interpretacions a Misión blanca, El crimen de la calle de Bordadores, Viento de siglos i Un drama nuevo.